# Þorkell Tjörvason
Þorkell Tjörvason (Thorkel, 1002 - 1053) fue un caudillo vikingo de Ljósavatn, Suður-Þingeyjarsýsla en Islandia. Su figura histórica aparece en la saga Ljósvetninga, como lögsögumaður de Islandia entre 1034 y 1053. Era hijo de Tjörvi Þorgeirsson (n. 977), y nieto de Þorgeir Ljósvetningagoði. Las sagas mencionan prácticamente poco más que su función legal en la Mancomunidad Islandesa. 

## Herencia
Estaba casado con Þuríður Runólfsdóttir (n. 1006), una hija de Runólfur Úlfsson, y de esa relación nació un hijo, Hrólfur Þorkelsson (n. 1030).